# 18 Melpomene
18 Melpomene è un grande e brillante asteroide della Fascia principale. È composto da silicati e metalli.
Melpomene fu scoperto da John Russell Hind il 24 giugno 1852 grazie al telescopio da 7 pollici dell'osservatorio privato di George Bishop (di cui era direttore) al Regents Park di Londra, Regno Unito. Fu battezzato così in onore di Melpomene, la musa della tragedia nella mitologia greca.
L'11 dicembre 1978, Melpomene ha occultato la stella SAO 114159. Dai dati ricavati dalle osservazioni, Richard M. Williamon ipotizzò l'esistenza di un satellite dell'asteroide, con un diametro di almeno 37 km e orbitante a 1100 km da Melpomene. Il nuovo candidato ricevette la designazione provvisoria di S/1978 (18) 1 .
Melpomene è stato osservato dal Telescopio Spaziale Hubble nel 1993. Hubble è stato in grado di risolvere la forma leggermente allungata dell'asteroide, ma nessun satellite è stato individuato.
Il 30 luglio 2005 alle 03:42 UTC Melpomene ha occultato la stella TYC 5649-00822-1 di
magnitudine pari a 8,7. L'evento è stato osservato in Brasile, Bolivia e Perù.